# The Gambler (film, 2014)
Pour les articles homonymes, voir The Gambler.
Pour plus de détails, voir Fiche technique et Distribution.
The Gambler ou  Le Flambeur au Québec  (The Gambler) est un film américain de Rupert Wyatt sorti en 2014. Il s'agit d'un remake du film Le Flambeur réalisé par Karel Reisz, sorti en 1974, qui portait ce même titre dans la version originale.

## Synopsis
Issu d'une famille très aisée, n'ayant jamais manqué de rien, Jim Bennett est professeur agrégé de littérature contemporaine et il tente d'enseigner vainement l'existentialisme à des étudiants qui semblent plus préoccupés à récolter leurs points que des bribes de culture littéraire.  Dramaturge qui s'ignore, il a commis en 2007 un succès littéraire qui lui apporta une certaine notoriété. Rien depuis ne lui apporte de l'excitation sinon les jeux de hasard dans lesquels il puise l'adrénaline, carburant nécessaire pour la poursuite de son style de vie suicidaire, le seul qui donne du sens à son existence. Surendetté, il doit des sommes considérables — qu'il n'a nullement l'intention de rembourser — aux patrons des pègres caucasienne, afro-américaine et coréenne, qui lui vouent une certaine sympathie. Certains se montrent cependant menaçant envers sa mère et sa petite amie, une de ses élèves, la seule qui semble démontrer un talent littéraire certain et qui finance ses études en travaillant comme serveuse dans la salle de jeu clandestine de la pègre coréenne.
Parallèlement, leur relation se complique. La jeune fille se montre beaucoup plus audacieuse que ce que Jim imaginait de prime abord. Mais rien ne saurait l'éloigner des tables de jeux. Pour lever les contrats qui pèsent sur ses proches, mais pas seulement, en remboursant ses dettes, il accepte de participer à l'organisation d'un match de basket truqué impliquant un de ses élèves.

## Fiche technique
- Titre : The Gambler
- Titre québécois : Le Flambeur
- Réalisation : Rupert Wyatt
- Scénario : William Monahan
- Direction artistique : Keith P. Cunningham
- Décors : Dawn Swiderski
- Costumes : Jacqueline West
- Montage : Pete Beaudreau
- Musique : Jon Brion et Theo Green
- Photographie : Greig Fraser
- Son : Chuck Michael
- Production : Robert Chartoff, Stephen Levinson, David Winkler et Irwin Winkler
- Sociétés de production : Paramount Pictures et Winkler Films
- Sociétés de distribution :  Paramount Pictures
- Budget :
- Pays d'origine :  États-Unis
- Langue originale : anglais
- Format : couleur - 2,35:1 - son Dolby numérique
- Genre : Drame et thriller
- Durée : 111 minutes
- Dates de sortie : 
  - États-Unis : 10 novembre 2014 (AFI Fest)
  - États-Unis : 25 décembre 2014

## Distribution
- Mark Wahlberg (VF : Bruno Choël ; VQ : Patrice Dubois) : Jim Bennett
- Jessica Lange (VF : Béatrice Delfe ; VQ : Claudine Chatel) : Roberta
- Brie Larson (VF : Élisabeth Ventura ; VQ : Stéfanie Dolan) : Amy Philips
- John Goodman (VF : Jacques Frantz ; VQ : Yves Corbeil) : Frank
- George Kennedy (VQ : Vincent Davy) : Ed
- Leland Orser : Larry Jones
- Richard Schiff : le bijoutier
- Michael K. Williams (VF : Frantz Confiac ; VQ : Pierre-Étienne Rouillard) : Neville
- Anthony Kelley (VF : Jean-Baptiste Anoumon ; VQ : Kevin Houle) : Lamar Allen
- Alvin Ing (VF : Philippe Catoire ; VQ : Hubert Fielden) : Mister Lee
- Domenick Lombardozzi : Big Ernie
- Sonya Walger : Angelina
- Emory Cohen (VQ : François-Simon Poirier) : Dexter

 Source et légende : version française (VF) sur RS Doublage ; version québécoise (VQ) sur Doublage.qc.ca

## Production

### Développement
En 2011, Paramount Pictures souhaite développer le film avec Martin Scorsese comme réalisateur. En 2012, c'est finalement Todd Phillips qui est attaché pendant quelque temps au projet,. Cependant, en septembre 2013, Rupert Wyatt entre en négociations pour réaliser The Gambler.

### Casting
Le rôle principal était un temps prévu pour Leonardo DiCaprio, lorsque le film devait être réalisé par Martin Scorsese. Mark Wahlberg est finalement confirmé en septembre 2013.

### Tournage
Le tournage débute le 20 janvier 2014.